# Giải đua ô tô Công thức 1 San Marino 2006
Giải đua ô tô Công thức 1 San Marino năm 2006 là chặng đua thứ tư của giải vô địch thế giới Công thức 1 năm 2006. Giải được tổ chức vào ngày 24 tháng 4 năm 2006.

## Xếp hạng chi tiết
| TT      | Tên                  | Đội đua             | Thời gian                 | Điểm |
| ------- | -------------------- | ------------------- | ------------------------- | ---- |
| 1       | Michael Schumacher   | Ferrari             | 1 giờ 31 phút 06,486 giây | 10   |
| 2       | Fernando Alonso      | Renault             | +2 giây                   | 8    |
| 3       | Juan Pablo Montoya   | McLaren             | +15,8 giây                | 6    |
| 4       | Felipe Massa         | Ferrari             | +17 giây                  | 5    |
| 5       | Kimi Raikkonen       | McLaren             | +17,5 giây                | 4    |
| 6       | Mark Webber          | Williams            | +37,7 giây                | 3    |
| 7       | Jenson Button        | BAR Honda           | +39,6 giây                | 2    |
| 8       | Giancarlo Fisichella | Renault             | +40,2 giây                | 1    |
| 9       | Ralf Schumacher      | Toyota              | +45,5 giây                |      |
| 10      | Rubens Barrichello   | BAR Honda           | +77,8 giây                |      |
| 11      | Nico Rosberg         | Williams            | +79,6 giây                |      |
| 12      | Jacques Villeneuve   | BMW                 | +82,3 giây                |      |
| 13      | Nick Heidfeld        | BMW                 | +1 vòng                   |      |
| 14      | Scott Speed          | Scuderia Toro Rosso | +1 vòng                   |      |
| 15      | Vitantonio Liuzzi    | Scuderia Toro Rosso | +1 vòng                   |      |
| 16      | Tiago Monteiro       | Midland             | +2 vòng                   |      |
| bỏ cuộc | David Coulthard      | Red Bull            | vòng 47                   |      |
| bỏ cuộc | Takuma Sato          | Super Aguri         | vòng 44                   |      |
| bỏ cuộc | Christian Klien      | Red Bull            | vòng 40                   |      |
| bỏ cuộc | Yuji Ide             | Super Aguri         | vòng 33                   |      |
| bỏ cuộc | Jarno Trulli         | Toyota              | vòng 5                    |      |
| bỏ cuộc | Christijan Albers    | Midland             | vòng 0                    |      |